# Carmen Pereira
Carmen Pereira, född 1937, död 4 juni 2016, var en bissauguineansk politiker. Hon var interimspresident i Guinea-Bissau under tre dagar år 1984. Hon var den första kvinnan att bli president i ett afrikanskt land.

## Biografi
Pereira föddes i Bissau 1936 som dotter till en av Guineas två advokater. I Bissau gick hon grundskolan och hon gifte sig även där 1957. År 1961 flydde hennes make till Senegal för  att undvika att bli arresterad som politisk agitator. Paret hade då tre barn. Därefter gick hon med i självständighetsrörelsen ledd av Afrikanska partiet för självständighet åt Guinea och Kap Verde (PAIGC). Under inbördeskriget 1963–1974 var Pereira bosatt i Sovjetunionen, där hon studerade till sjuksköterska. Efter inbördeskriget återvände hon till hemlandet och fick ansvar för hälsosektorn i den södra regionen. Hon blev också politisk kommissionär för de områden i södra regionen som kontrolleras av PAIGC.
Pereira valdes som parlamentets ordförande och utnämndes till hälsominister, socialminister och statsrådsmedlem i den nya staten Guinea-Bissau. Hon dog i Bissau i juni 2016.